# Irène Molitor
Irène Annemarie Molitor-Graf (Wengen, 1 april 1927 - 2018) was een Zwitserse alpineskiester. Zij nam deel aan de Olympische Winterspelen van 1948.
Ze was een zus van Karl Molitor en een schoonzus van Antoinette Meyer.

## Belangrijkste resultaten

### Olympische Winterspelen
| Jaar | Plaats       | Discipline  | Onderdeel    | Resultaat |
| ---- | ------------ | ----------- | ------------ | --------- |
| 1948 | Sankt Moritz | alpineskiën | afdaling (v) | 14e       |